# Židovská konzervativní strana
Židovská konzervativní strana byla židovská politická strana na území prvorepublikového Československa, respektive na Podkarpatské Rusi. Ideově navazovala na ultraortodoxní hnutí Agudat Jisra'el, které vystupovalo proti sionismu a sekularismu.

## Dějiny
Vznikla roku 1921 v době, kdy se na Podkarpatské Rusi začalo formovat politické spektrum. Kvůli pocitu vnějšího ohrožení antisemitismem i kvůli společným zájmům na obhajobě židovských ekonomických zájmů ale v této době ještě v židovské komunitě v této zemi převládal trend ke spolupráci. Židovská konzervativní strana proto vytvořila alianci se sionistickou Židovskou občanskou stranou v Podkarpatské Rusi a také se Svazem židovských zemědělců v Podkarpatské Rusi, který reprezentoval zájmy židovských pozemkových vlastníků a který spolupracoval s československými agrárníky. Vzniklá společná politická platforma Židovská strana Podkarpatské Rusi tak v sobě obsahovala jak sionistický, tak agrárnický a ortodoxní element. Za ortodoxní v ní zasedal Koloman Weiss, za agrárníky Emanuel Guttmann a za sionisty Alexander Spiegel. V komunálních volbách roku 1923 pak tato společná platforma uspěla v mnoha obcích.
Před doplňovacími parlamentními volbami na Podkarpatské Rusi v roce 1924 už se tento jednotný postup nezopakoval. Agrární a ortodoxní křídlo se neshodlo se sionisty a šlo do voleb jako Židovská demokratická strana, sionisté kandidovali jako Židovská lidová strana. Židovská demokratická strana získala 9 900 hlasů a poslanecký mandát tak nezískala. V následujících parlamentních volbách v roce 1925 ale židovští konzervativci vytvořili kandidátní listinu pod názvem Židovská hospodářská strana. Ta sice opět zastoupení v parlamentu dosáhla, ale stala se pak na dlouhou dobu silnou židovskou politickou formací na východě Československa, se zastoupením na lokální úrovni. Později byla známa jako Židovská republikánská strana. Byla hlavním rivalem sionistické Židovské strany.